# Gaio Fratini
Gaio Fratini (Città della Pieve, 6 settembre 1921 – Orvieto, 31 gennaio 1999) è stato un poeta, giornalista scrittore e critico televisivo italiano.
È considerato uno dei maggiori epigrammisti italiani (ha raccolto l'antologia La rivolta delle muse. Epigrammi d'Italia (1994).

## Biografia
Redattore de Il Caffè di Giambattista Vicari (di cui ha curato nel 1992 un'antologia in volume, pubblicata dall'editore Lubrina).
Ha curato con Antonio Delfini ed Ennio Flaiano l'Almanacco del Pesce d'Oro (1960).
Tra le sue raccolte di poesia si ricordano: I poeti muoiono (1952), Il Re di Sardegna (1961), La signora Freud (1964), Il caffè delle Furie, Italici piangenti e La luna in Parlamento (1973), Un derby in maschera (1985), Italici piangenti (1988) e La matita di Minerva. Poesie, 1945-1999 (2000, a cura di Paolo Mauri).. Ha collaborato con "La fiera letteraria", "Il Mondo", "Tempo Illustrato", "La Voce Repubblicana", "Il Gatto Selvatico"rivista dell'ENI (all'epoca di Enrico Mattei), "Il Guerin Sportivo", "Corriere dello Sport", "Playboy", "L'Italia" rivista Enit. Autore radiofonico per la Rai di commedie, interviste e altro. Redattore della trasmissione sportiva Rai "Dribbling" con Maurizio Barendson e Paolo Valenti (anni '70).È stato uno dei redattori anonimi de "Il Male" e autore di testi per Laura Betti ( "La potentissima signora", Longanesi ).
È stato anche sceneggiatore per film di Pietro Francisci "Le fatiche di Ercole (1958) e Domenico Paolella " Totò Destinazione Piovarolo" 1954 e per Boccaccio '70 di Federico Fellini. "I Tartari" 1956. Keep Britain Sexy (BBC 1970) regia e sceneggiatura.

## Premi e riconoscimenti
- Nel 1970 ha ricevuto il Premio Sila sezione giornalismo per Il veliero della Sila apparso su La Voce Repubblicana.[3]

## Opere
- I poeti muoiono, Il Canzoniere edizioni (1952)
- L'almanacco del pesce d'oro, con Antonio Delfini ed Ennio Flaiano (a cura di) (1959)
- Il re di Sardegna (1961)
- Boccaccio '70, con C. Di Carlo (a cura di), Cappelli editore (1962)
- La signora Freud, Rizzoli Editore (1964)
- La luna in Parlamento, Edizioni della voce (1973)
- Un derby in maschera, Edizioni TER(1985)
- Italici piangenti, Longanesi (1988)
- Il caffè delle furie, Rizzoli editore (1991)
- Il caffè politico e letterario. Antologia (1953-1977), Lubrina editore (1992)
- La rivolta delle muse, Epigrammi d'Italia, Antonio Vallardi Editore (1994)
- La matita di Minerva: Poesie 1945-1999 (a cura di Paolo Mauri), Edizioni della Cometa (2000)